# غيداء طلال
الأميرة غيداء طلال (11 يوليو 1963)، زوجة الأمير طلال بن محمد ابن عم الملك عبد الله الثاني بن الحسين. وتقيم مع زوجها وأبنائها الثلاثة في عمان. الأميرة غيداء هي رئيسة هيئة أمناء مركز الحسين للسرطان، ومقرها في مدينة عمان، الأردن.

## طفولتها وتعليمها
ولدت الأميرة غيداء 11 يوليو 1963 في بيروت، لبنان لأبوين لبنانيين وهي الابنة الكبرى بين 4 أبناء؛ والدها السيد هاني سلام من أسرة سلام العائلة البارزة سياسياً في لبنان ووالدتها السيدة رجاء عرب.
كان جدها الأكبر سليم علي سلام شخصية سياسية رائدة في بيروت في مطلع القرن العشرين، إذ تقلّد العديد من المناصب، من ضمنها نائب عن منطقة بيروت في مجلس المبعوثان العثماني. أما عمّ والدها صائب سلام فقد شغل منصب رئيس وزراء لبنان عدّة مرات. وابن عم والدها تمّام سلام كان رئيس الوزراء في لبنان في الفترة بين شباط 2014 وتشرين الثاني 2016. تنتمي جدتها لأبيها لعائلة علماء من القدس هي عائلة الخالدي.
درست الأميرة غيداء في مدرسة في بيروت في كلية البروتستانت الفرنسية، وتخرجت بشهادة البكالوريا اللبنانية والفرنسية. كما أنهت دراستها الجامعية بدرجتي البكالوريوس والماجستير بمرتبة الشرف من كلية العلوم الدولية في جامعة جورجتاون في الولايات المتحدة الأمريكية، حيث كان لديها اهتمام كبير بالسياسة نتيجة معاصرتها فترة الحرب الأهلية في لبنان، فقررت متابعة دراستها في مجال السياسة الدولية والاقتصاد.

## زواجها
في عام 1991، تزوجت الأميرة غيداء من الأمير طلال بن محمد، وانتقلت للعيش في الأردن؛ ولهما ثلاثة أبناء هم الأمير حسين بن طلال (ولد عام 1999)، والتوأم الأميرة رجاء بنت طلال، والأمير محمد بن طلال (ولدا عام 2001).

## المسيرة المهنية

### الصحافة والإعلام
بدأت سمو الأميرة غيداء حياتها المهنية في العمل الصحفي في قناة «إي بي سي نيوز» التابعة لشركة الإذاعة الأمريكية في لندن قبل أن تنتقل إلى الأرجنتين لتعمل كمراسلة لصحيفة «الصنداي تايمز» البريطانية. ثم انضمت سموها لوكالة «رويترز» في بيروت حيث قامت بتغطية الحرب اللبنانية والمشهد السياسي المتأزم في البلاد. وكانت آخر وظيفة لها في المجال الصحفي في صحيفة فاينانشال تايمز في لندن.
بعد زواجها من الأمير طلال، كلّفها الملك الحسين بن طلال بتأسيس مكتب الإعلام الدولي في الديوان الملكي الهاشمي، وعيّنها مسؤولة صحفية لجلالته؛ حيث أشرفت سموها على جميع الأنشطة الصحفية للملك الحسين وقادت فريقاً من الكُتاب والصحفيين الذين غطّوا النشاطات الرسمية لجلالته مثل الزيارات الرسمية والمؤتمرات الصحفية والمقابلات. كما أدارت العديد من المشاريع البحثية وأصدرت العديد من المنشورات السياسية والاقتصادية حول الأردن. وبقيت في منصبها كمسؤولة صحفية لجلالته حتى عام 1999.

### مركز الحسين للسرطان
دخلت الأميرة غيداء عالم الكفاح ضد السرطان بعد تجربة شخصية. فقد تم تشخيص زوجها الأمير طلال بن محمد بسرطان الغدد الليمفاوية بعد فترة وجيزة من زواجهما وكان عمره 26 عاما آنذاك. استمرت هذه التجربة لمدة عامين إلى أن انتصر الأمير طلال في معركته.
وتقول الأميرة غيداء «كنا محظوظين بتلقي العلاج في أفضل مراكز علاج السرطان في العالم، وما أسعى إليه هو أن يتمكن كل مريض في العالم العربي من الحصول على العلاج بنفس الكفاءة، وأن يعرف الجميع بأن أحباءهم في مركز الحسين للسرطان هم في أيادٍ أمينة.»
في عام 2001، عينّ جلالة الملك عبد الله الثاني بن الحسين سمو الأميرة غيداء رئيسة لهيئة أمناء مؤسسة ومركز الحسين للسرطان.
وخلال عملها في المؤسسة، عملت الأميرة غيداء على تأسيس شراكات، ووقعت اتفاقيات مع أهم مراكز ومعاهد السرطان في العالم، بما في ذلك مركز «إم دي أندرسون» للسرطان في جامعة تكساس، والمعهد الوطني للسرطان التابع لمعهد الصحة الوطنية الأمريكية، ومستشفى «سانت جود» لأبحاث سرطانات الأطفال.

## الانتسابات والعضويات
- معهد التعليم الدولي: الأميرة غيداء عضو مجلس معهد التعليم الدولي (IIE) منذ شباط 2007. تأسس المعهد عام 1919 وهو من بين أهم البرامج التي يطرحها برنامج فولبرايت الرائد كما يوفر المعهد برامج لتطوير القيادة والتدريب. ويسعى المعهد من خلال المنح الدراسية وبرامج التبادل التعليمي وتطوير القيادة والأبحاث والتدريب إلى النهوض بالتعليم الدولي وإتاحة فرص الحصول على التعليم على المستوى العالمي:

- مشروع إنقاذ العلماء العراقيين التابع لمعهد التعليم الدولي: في عام 2007، أدت الأميرة غيداء دوراً رئيسياً في دعم مشروع إنقاذ العلماء العراقيين، وهو برنامج أطلقه معهد التعليم الدولي بهدف إنقاذ العلماء الذين يتعرضون للاضطهاد في العراق وتوفير ملاذ آمن لهم في الجامعات المضيفة في الشرق الأوسط. وتقديرا لجهودها، مُنحت جائزة العمل الإنساني في التعاون الدولي من المعهد عام 2008.

- مجلس أساتذة جامعة جورجتاون في برنامج العلوم الدولية: الأميرة غيداء عضو مجلس أساتذة جامعة جورجتاون في برنامج العلوم الدولية منذ تشرين الأول 2011. منحت كلية العلوم الدولية بجامعة جورجتاون في واشطن العاصمة أول درجة علمية في الدراسات العليا في الشؤون الدولية عام 1922، ومنذ ذلك الوقت حصل ما يزيد على 3000 طالب على شهادة الماجستير من برنامج العلوم الدولية الذي يعد من أكثر البرامج تنافسية من ناحية القبول على مستوى العالم.

- مجلس جامعة جورجتاون: شغلت الأميرة غيداء عضوية مجلس جامعة جورجتاون في الفترة ما بين تشرين الأول 2003 وتشرين الأول 2009. تأسس المجلس في عام 1914 بهدف توفير الخدمات والقيادة والعمل الخيري لدعم جامعة جورجتاون. يقدم المجلس النصح والمشورة لإدارة الجامعة ويعمل على الترويج لأنشطة الجامعة ويساعد في إنشاء البرامج والمبادرات.

- المتحف الوطني الأردني للفنون الجميلة: تشغل الأميرة غيداء عضوية مجلس المتحف الوطني الأردني للفنون الجميلة منذ تشرين الأول 2005. افتتح المتحف الوطني الأردني للفنون الجميلة عام 1980 وهو تابع للجمعية الملكية للفنون الجميلة وهي منظمة غير ربحية غير حكومية، تهدف إلى تشجيع التنوع الثقافي والمعرفة الفنية من خلال الفن.

- الاتحاد الأردني للسباحة: منذ عام 1997، تشغل الأميرة غيداء منصب الرئيس الفخري للاتحاد الأردني للسباحة، الذي تأسس عام 1979 وهو الجهاز المنظم والمسؤول عن إدارة الرياضات المائية والترويج لها في الأردن، وهو أحد اتحادات اللجنة الأولمبية الأردنية.

## التكريم
كرّم الملك الحسين بن طلال الأميرة غيداء بمنحها وسام الاستقلال من الدرجة الأولى في تشرين الأول (أكتوبر) 1995، تقديرا لدورها في قيادة مكتب الإعلام الدولي في الديوان الملكي الهاشمي.
في أيلول 2006، حصلت الأميرة غيداء طلال على وسام الكوكب الأردني من الدرجة الأولى؛ وهو وسام يُمنح للعكسرين والمدنيين تقديراً لإنجازاتهم الاستثنائية. كما منحها الملك عبد الله الثاني بن الحسين ميدالية الاستقلال من الدرجة الأولى في أيار 2012 تقديراً للإنجازات الكبيرة لمؤسسة ومركز الحسين للسرطان.

### التكريم العربي والدولي
- حصلت الأميرة غيداء على جائزة التكريم الخاص من مؤسسة «تكريم» -الجوائز والأوسمة الإقليمية في القاهرة، في تشرين الثاني (نوفمبر) 2016، تقديراً لجهودها الاستثنائية في مجال الكفاح ضد مرض السرطان في العالم العربي.

- كما تلقّت الأميرة غيداء جائزة العمل الإنساني في أيلول (سبتمبر) 2008، وقدمها معهد التعليم الدولي في نيويورك تقديرا لجهودها في العمل الخيري الدولي.
- في تشرين الأول (أكتوبر) من عام 2007، حصلت على جائزة «روح الإنجاز» من مؤسسة سرطان الأطفال والدم في نيويورك.
- قلّدها ملك إسبانيا وسام الملكة إيزابيلا الكاثوليكية عام 1994، وهو وسام مدني يمنح لمن قدم خدمات لإسبانيا.
- قلّدها ملك النرويج عام 2000 وسام القديس أولاف (الذي أوجده الملك أوسكار الأول عام 1847) ويمنح تقديراً للجهود المميزة في خدمة النرويج والبشرية جمعاء.

## روابط خارجية
- الموقع الرسمي.
- فرقة البحر الأبيض المتوسط لمكافحة السرطان نسخة محفوظة 6 مارس 2013 على موقع واي باك مشين.
- الجمعية الأردنية للسرطان الأطفال
- الجامعة الأردنية - بيان صحفي حول ميدالية حفل الاستقلال
- مقابلات صحفية